# Objectiu de focal llarga
|  | No s'ha de confondre amb Teleobjectiu. |

Una lent de focal llarga (long-focus lens) és una lent fotogràfica que té una distància focal major que la diagonal del format en ús. Com que la mida de la imatge és proporcional a la distància focal, un augment d'aquesta distància provoca una imatge més gran. Per tant, aquest tipus d'objectius proporcionen una imatge en la qual els objectes distants apareixen ampliats.

## Efectes de les lents de focal llarga

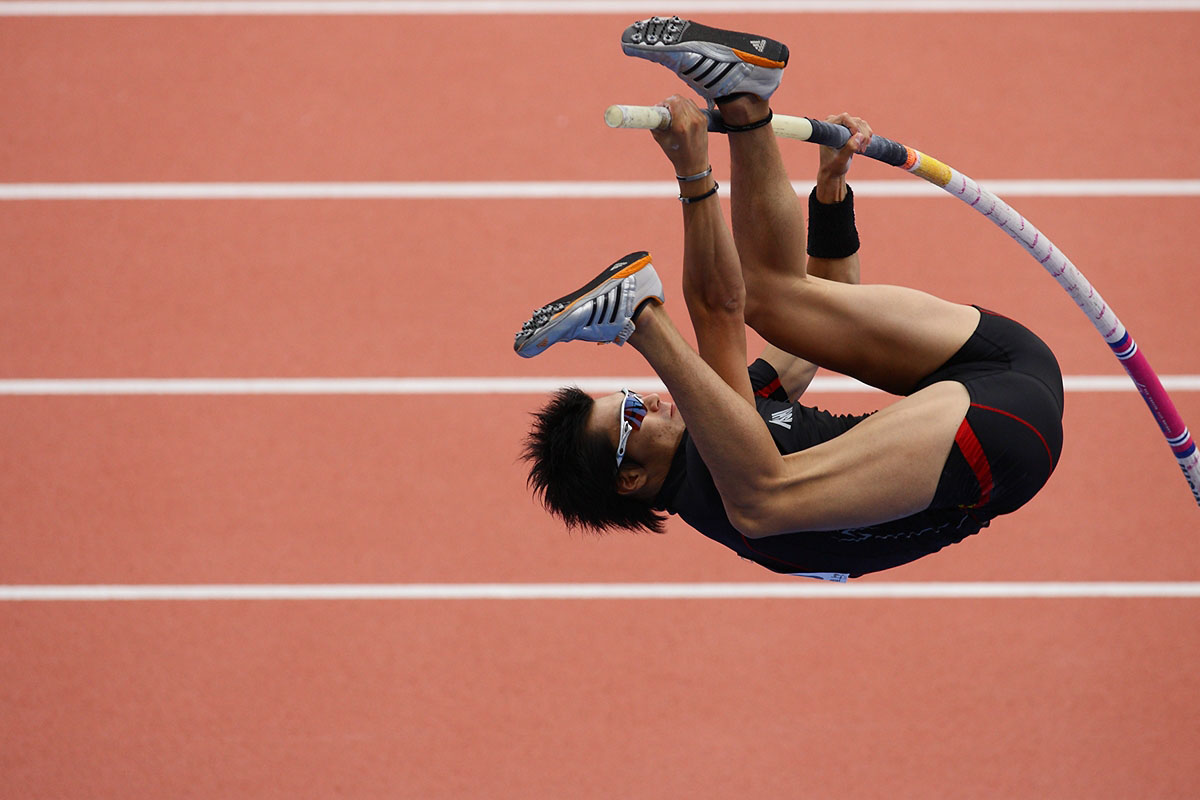
Fotografia de la Japan Athletic Championships realitzada amb un objectiu de focal llarga.

Les lents de focal llarga redueixen la impressió de profunditat i els objectes que es torben l'un darrere l'altre acaben semblant estar en un únic pla. D'aquesta manera s'aconsegueix augmentar la mida dels objectes i, tot i que l'efecte és semblant a quan un objectiu gran angular s'apropa a aquest objecte, el resultat és diferent. Aquesta diferència es troba en la compressió que proporciona un objectiu de focal llarga, ja que els objectes semblen acostar-se els uns als altres (encara que estiguin a plans diferents). En canvi, mitjançant l'apropament a l'objecte amb un gran angular, aquesta compressió ja no es produeix.
A més, com les long-focus lens tenen poca profunditat de camp s'aconsegueix un efecte, sovint cinemàtic, on el subjecte principal està centrat i perfectament enfocat, mentre que tota la resta està desenfocat.
A part, les lents de focal llarga també tenen l'avantatge de tenir una distorsió relativament menor que els objectius normals o gran angulars. Això vol dir que són bons realitzar fotos on la integritat de les línies és important, com per a la fotografia tècnica o fins i tot el retrat.
Les lents de focal llarga tenen l'avantatge de poder enfocar a distàncies molt grans, la qual cosa les converteix en la lent d'elecció per fotografiar la fauna salvatge i altres temes com, per exemple, esports.

## Relació entre lents de focal llarga iteleobjectius
Un concepte erroni és creure que els teleobjectius són el mateix que els objectius de focal llarga però no ho són. Els teleobjectius són un grup d'objectius que es classifiquen dins de les lents de focal llarga i són els que tenen una distància focal més gran.
La distància focal és la distància entre el centre òptic d'una lent i el punt on la imatge queda projectada, o bé la distància entre el centre òptic i el punt on convergeixen les prolongacions dels raigs de llum, si es tracta d'una lent divergent i s'expressa en un valor mil·limètric escrit a la lent, per exemple: una lent de 500 mm. El tipus de lents de focal més llarga són els teleobjectius, els quals tenen una longitud física de la lent més curta que la distància focal.